# عصر الانتفاضة: أسطورة مايكل كولهاس
عصر الانتفاضة: أسطورة مايكل كولهاس ((بالفرنسية: Michael Kohlhaas)‏) هو فيلم درامي فرنسي ألماني انتج عام 2013 من إخراج Arnaudأرناود دي باليري استنادًا إلى روايةمايكل كولهاس للمخرج هاينريش فون كلايست، والتي تستند مرة أخرى إلى قصة هانز كولهاس. تم ترشيحه لجائزة السعفة الذهبية في مهرجان كان السينمائي 2013.

## الحبكة
تدور احداث الفيلم في القرن السادس عشر، حيث كان تاجر الخيول مايكل كولهاس يصطحب خيوله إلى الأسواق. أثناء مروره في أراضي بارون في المنطقة، يصادر البارون اثنين من خيوله، على الرغم من إلغاء حق استخراج الرسوم في البلاد. عندما اكتشف كولهاس أن خادمه المخلص تعرض للهجوم من قبل كلاب حراسة البارون، وأن خيوله أصيبت وسوء المعاملة، حاول رفع دعوى للحصول على تعويض نقدي، ولكن تم رفض دعواه لأن البارون لديه قريب في المحكمة. ثم حاولت زوجة كولهاس رفع قضيته إلى الأميرة، لكنها ماتت متأثرة بجروح أصيبت بها على أيدي رجال البارون.
يقود كولهاس تمردًا لمهاجمة منزل البارون ثم لحث السلطات على تطبيق العدالة المرضية. عندما نجحت الأميرة في البداية، عرضت على كولهاس «عفو خاص» لوقف العنف، ووافق على ذلك، لكن الاتفاق سرعان ما انهار. حكم على البارون بالسجن لمدة عامين فقط لجرائمه، وتم إعدام كولهاس.

## الشخصيات
- مادس ميكلسن في دور مايكل كولهاس
- دلفين تشويلو في دور جوديث
- برونو غانز كحاكم
- بول بارتل في دور جيريمي
- ميلوسين مايانس في دور ليسبث
- ديفيد بينينت في دور سيزار
- ديفيد كروس كواعظ
- دينيس لافانت عالم اللاهوت
- سيرجي لوبيز كرجل مسلح

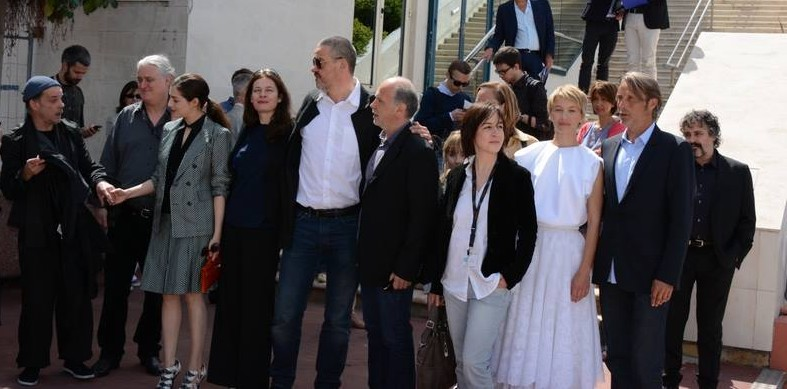
الممثلون وطاقم العمل في مهرجان كان السينمائي 2013

- روكسان دوران بدور الأميرة مارجريت دي نافارا
- أميرة كاسار في دور الدير
- سوان ارلاود مثل البارون

## الجوائز
حاز الفيلم على جائزة السوسنة الذهبية في مهرجان بروكسل السينمائي. في يناير 2014 تلقى الفيلم ستة ترشيحات في حفل توزيع جوائز سيزار التاسع والثلاثين،  وفاز بفئتينى منها.

## الروابط الخارجية
- Age of Uprising: The Legend of Michael Kohlhaas  في قاعدة بيانات الأفلام على الإنترنت (بالإنجليزية)